# Grand Prix Korei Południowej 2013
Grand Prix Korei Południowej 2013 (oficjalnie 2013 Formula 1 Korean Grand Prix) – czternasta runda Mistrzostw Świata Formuły 1 w sezonie 2013.

## Lista startowa
Na niemieskim tle kierowcy biorący udział jedynie w piątkowych treningach
| Nr | Kierowca            | Zespół                        | Samochód          | Silnik               | Opony |
| -- | ------------------- | ----------------------------- | ----------------- | -------------------- | ----- |
| 1  | Sebastian Vettel    | Infiniti Red Bull Racing      | Red Bull RB9      | Renault RS27-2013    | P     |
| 2  | Mark Webber         | Infiniti Red Bull Racing      | Red Bull RB9      | Renault RS27-2013    | P     |
| 3  | Fernando Alonso     | Scuderia Ferrari              | Ferrari F138      | Ferrari 056          | P     |
| 4  | Felipe Massa        | Scuderia Ferrari              | Ferrari F138      | Ferrari 056          | P     |
| 5  | Jenson Button       | Vodafone McLaren Mercedes     | McLaren MP4-28    | Mercedes-Benz FO108F | P     |
| 6  | Sergio Pérez        | Vodafone McLaren Mercedes     | McLaren MP4-28    | Mercedes-Benz FO108F | P     |
| 7  | Kimi Räikkönen      | Lotus F1 Team                 | Lotus E21         | Renault RS27-2013    | P     |
| 8  | Romain Grosjean     | Lotus F1 Team                 | Lotus E21         | Renault RS27-2013    | P     |
| 9  | Nico Rosberg        | Mercedes AMG Petronas F1 Team | Mercedes F1 W04   | Mercedes-Benz FO108F | P     |
| 10 | Lewis Hamilton      | Mercedes AMG Petronas F1 Team | Mercedes F1 W04   | Mercedes-Benz FO108F | P     |
| 11 | Nico Hülkenberg     | Sauber F1 Team                | Sauber C32        | Ferrari 056          | P     |
| 12 | Esteban Gutiérrez   | Sauber F1 Team                | Sauber C32        | Ferrari 056          | P     |
| 14 | Paul di Resta       | Sahara Force India F1 Team    | Force India VJM06 | Mercedes-Benz FO108F | P     |
| 14 | James Calado        | Sahara Force India F1 Team    | Force India VJM06 | Mercedes-Benz FO108F | P     |
| 15 | Adrian Sutil        | Sahara Force India F1 Team    | Force India VJM06 | Mercedes-Benz FO108F | P     |
| 16 | Pastor Maldonado    | Williams F1 Team              | Williams FW35     | Renault RS27-2013    | P     |
| 17 | Valtteri Bottas     | Williams F1 Team              | Williams FW35     | Renault RS27-2013    | P     |
| 18 | Jean-Éric Vergne    | Scuderia Toro Rosso           | Toro Rosso STR8   | Ferrari 056          | P     |
| 19 | Daniel Ricciardo    | Scuderia Toro Rosso           | Toro Rosso STR8   | Ferrari 056          | P     |
| 20 | Charles Pic         | Caterham F1 Team              | Caterham CT03     | Renault RS27-2013    | P     |
| 21 | Giedo van der Garde | Caterham F1 Team              | Caterham CT03     | Renault RS27-2013    | P     |
| 22 | Jules Bianchi       | Marussia F1 Team              | Marussia MR02     | Cosworth CA2013      | P     |
| 22 | Rodolfo González    | Marussia F1 Team              | Marussia MR02     | Cosworth CA2013      | P     |
| 23 | Max Chilton         | Marussia F1 Team              | Marussia MR02     | Cosworth CA2013      | P     |
| Nr | Kierowca            | Zespół                        | Samochód          | Silnik               | Opony |

## Wyniki

### Sesje treningowe
Źródło: Wyprzedź Mnie!
| Sesja | Nr | Kierowca         | Konstruktor      | Czas     | Okr. |
| ----- | -- | ---------------- | ---------------- | -------- | ---- |
| 1     | 10 | Lewis Hamilton   | Mercedes         | 1:39,630 | 20   |
| 2     | 10 | Lewis Hamilton   | Mercedes         | 1:38,673 | 31   |
| 3     | 1  | Sebastian Vettel | Red Bull-Renault | 1:37,881 | 17   |

### Kwalifikacje
Źródło: Wyprzedź Mnie!
| Poz. | Nr | Kierowca            | Konstruktor          | Q1       | Q2       | Q3       | Poz. s. |
| ---- | -- | ------------------- | -------------------- | -------- | -------- | -------- | ------- |
| 1    | 1  | Sebastian Vettel    | Red Bull-Renault     | 1:38,683 | 1:37,569 | 1:37,202 | 1       |
| 2    | 10 | Lewis Hamilton      | Mercedes             | 1:38,574 | 1:37,824 | 1:37,420 | 2       |
| 3    | 2  | Mark Webber         | Red Bull-Renault     | 1:39,138 | 1:37,840 | 1:37,464 | 13      |
| 4    | 8  | Romain Grosjean     | Lotus-Renault        | 1:39,065 | 1:38,076 | 1:37,531 | 3       |
| 5    | 9  | Nico Rosberg        | Mercedes             | 1:38,418 | 1:38,031 | 1:37,679 | 4       |
| 6    | 3  | Fernando Alonso     | Ferrari              | 1:38,520 | 1:37,978 | 1:38,038 | 5       |
| 7    | 4  | Felipe Massa        | Ferrari              | 1:38,884 | 1:38,295 | 1:38,223 | 6       |
| 8    | 11 | Nico Hülkenberg     | Sauber-Ferrari       | 1:38,427 | 1:37,913 | 1:38,237 | 7       |
| 9    | 12 | Esteban Gutiérrez   | Sauber-Ferrari       | 1:38,725 | 1:38,327 | 1:38,405 | 8       |
| 10   | 7  | Kimi Räikkönen      | Lotus-Renault        | 1:38,341 | 1:38,181 | 1:38,822 | 9       |
| 11   | 6  | Sergio Pérez        | McLaren-Mercedes     | 1:39,049 | 1:38,362 | –        | 10      |
| 12   | 5  | Jenson Button       | McLaren-Mercedes     | 1:38,882 | 1:38,365 | –        | 11      |
| 13   | 19 | Daniel Ricciardo    | Toro Rosso-Ferrari   | 1:38,525 | 1:38,417 | –        | 12      |
| 14   | 15 | Adrian Sutil        | Force India-Mercedes | 1:38,988 | 1:38,431 | –        | 14      |
| 15   | 14 | Paul di Resta       | Force India-Mercedes | 1:39,185 | 1:38,718 | –        | 15      |
| 16   | 18 | Jean-Éric Vergne    | Toro Rosso-Ferrari   | 1:39,075 | 1:38,781 | –        | 16      |
| 17   | 17 | Valtteri Bottas     | Williams-Renault     | 1:39,470 | –        | –        | 17      |
| 18   | 16 | Pastor Maldonado    | Williams-Renault     | 1:39,987 | –        | –        | 18      |
| 19   | 20 | Charles Pic         | Caterham-Renault     | 1:40,864 | –        | –        | 19      |
| 20   | 21 | Giedo van der Garde | Caterham-Renault     | 1:40,871 | –        | –        | 20      |
| 21   | 22 | Jules Bianchi       | Marussia-Cosworth    | 1:41,169 | –        | –        | 22      |
| 22   | 23 | Max Chilton         | Marussia-Cosworth    | 1:41,322 | –        | –        | 21      |

### Wyścig
Źródło: Wyprzedź Mnie!
| P                 | + / –     | Nr | Kierowca            | Konstruktor          | Okr. | Czas / Strata | Komentarz                        |
| ----------------- | --------- | -- | ------------------- | -------------------- | ---- | ------------- | -------------------------------- |
| 1                 | Bez zmian | 1  | Sebastian Vettel    | Red Bull-Renault     | 55   | 1h43m13,701   |                                  |
| 2                 | 7         | 7  | Kimi Räikkönen      | Lotus-Renault        | 55   | +0:04,224     |                                  |
| 3                 | Bez zmian | 8  | Romain Grosjean     | Lotus-Renault        | 55   | +0:04,927     |                                  |
| 4                 | 3         | 11 | Nico Hülkenberg     | Sauber-Ferrari       | 55   | +0:24,114     |                                  |
| 5                 | 3         | 10 | Lewis Hamilton      | Mercedes             | 55   | +0:25,255     |                                  |
| 6                 | 1         | 3  | Fernando Alonso     | Ferrari              | 55   | +0:26,189     |                                  |
| 7                 | 3         | 9  | Nico Rosberg        | Mercedes             | 55   | +0:26,698     |                                  |
| 8                 | 3         | 5  | Jenson Button       | McLaren-Mercedes     | 55   | +0:32,262     |                                  |
| 9                 | 3         | 4  | Felipe Massa        | Ferrari              | 55   | +0:34,390     |                                  |
| 10                | Bez zmian | 6  | Sergio Pérez        | McLaren-Mercedes     | 55   | +0:35,155     |                                  |
| 11                | 3         | 12 | Esteban Gutiérrez   | Sauber-Ferrari       | 55   | +0:35,990     |                                  |
| 12                | 5         | 17 | Valtteri Bottas     | Williams-Renault     | 55   | +0:47,049     |                                  |
| 13                | 5         | 16 | Pastor Maldonado    | Williams-Renault     | 55   | +0:50,013     |                                  |
| 14                | 5         | 20 | Charles Pic         | Caterham-Renault     | 55   | +1:03,578     | [ 6 ]                            |
| 15                | 5         | 21 | Giedo van der Garde | Caterham-Renault     | 55   | +1:04,501     |                                  |
| 16                | 6         | 22 | Jules Bianchi       | Marussia-Cosworth    | 55   | +1:07,970     | [ 6 ]                            |
| 17                | 4         | 23 | Max Chilton         | Marussia-Cosworth    | 55   | +1:12,898     |                                  |
| 18                | 2         | 18 | Jean-Éric Vergne    | Toro Rosso-Ferrari   | 53   | +2 okr.       | awaria mechaniczna               |
| 19                | 7         | 19 | Daniel Ricciardo    | Toro Rosso-Ferrari   | 52   | +3 okr.       | awaria mechaniczna               |
| 20                | 6         | 15 | Adrian Sutil        | Force India-Mercedes | 50   | +5 okr.       | uszkodzenia z kolizji z Webberem |
| Niesklasyfikowani |           |    |                     |                      |      |               |                                  |
|                   |           | 2  | Mark Webber         | Red Bull-Renault     | 36   | uszkodzenia z | kolizji z Sutilem                |
|                   |           | 14 | Paul di Resta       | Force India-Mercedes | 24   | wypadek       |                                  |
| P                 | + / –     | Nr | Kierowca            | Konstruktor          | Okr. | Czas / Strata | Komentarz                        |

### Najszybsze okrążenie
Źródło: Wyprzedź Mnie!
| Nr | Kierowca         | Konstruktor      | Czas     | Okr. |
| -- | ---------------- | ---------------- | -------- | ---- |
| 1  | Sebastian Vettel | Red Bull-Renault | 1:41,380 | 53   |

## Prowadzenie w wyścigu
Źródło: Racing-Reference
| Nr                              | Kierowca         | Okrążenia | Suma |
| ------------------------------- | ---------------- | --------- | ---- |
| 1                               | Sebastian Vettel | 1-55      | 55   |
| \| Wykres \| \| ------ \| \| \| |                  |           |      |
| Wykres                          |                  |           |      |
|                                 |                  |           |      |

## Klasyfikacja po wyścigu

### Kierowcy
| P  | +/− | Kierowca            | Starty | Punkty | P1 | P2 | P3 | PP | NO | NS |
| -- | --- | ------------------- | ------ | ------ | -- | -- | -- | -- | -- | -- |
| 1  | 0   | Sebastian Vettel    | 14     | 272    | 8  | 1  | 2  | 6  | 6  | 1  |
| 2  | 0   | Fernando Alonso     | 14     | 195    | 2  | 5  | 1  | –  | 1  | 1  |
| 3  | +1  | Kimi Räikkönen      | 14     | 167    | 1  | 6  | 1  | –  | 1  | 1  |
| 4  | −1  | Lewis Hamilton      | 14     | 161    | 1  | –  | 4  | 5  | 1  | –  |
| 5  | 0   | Mark Webber         | 14     | 130    | –  | 2  | 2  | –  | 3  | 2  |
| 6  | 0   | Nico Rosberg        | 14     | 122    | 2  | –  | –  | 3  | –  | 2  |
| 7  | 0   | Felipe Massa        | 14     | 89     | –  | –  | 1  | –  | –  | 2  |
| 8  | 0   | Romain Grosjean     | 14     | 72     | –  | –  | 3  | –  | –  | 3  |
| 9  | 0   | Jenson Button       | 14     | 58     | –  | –  | –  | –  | –  | –  |
| 10 | 0   | Paul di Resta       | 14     | 36     | –  | –  | –  | –  | –  | 4  |
| 11 | +2  | Nico Hülkenberg     | 13     | 31     | –  | –  | –  | –  | –  | 1  |
| 12 | −1  | Adrian Sutil        | 14     | 26     | –  | –  | –  | –  | –  | 3  |
| 13 | −1  | Sergio Pérez        | 14     | 23     | –  | –  | –  | –  | 1  | –  |
| 14 | 0   | Daniel Ricciardo    | 14     | 18     | –  | –  | –  | –  | –  | 3  |
| 15 | 0   | Jean-Éric Vergne    | 14     | 13     | –  | –  | –  | –  | –  | 5  |
| 16 | 0   | Pastor Maldonado    | 14     | 1      | –  | –  | –  | –  | –  | 3  |
| 17 | 0   | Esteban Gutiérrez   | 14     | 0      | –  | –  | –  | –  | 1  | 2  |
| 18 | 0   | Valtteri Bottas     | 14     | 0      | –  | –  | –  | –  | –  | 1  |
| 19 | 0   | Jules Bianchi       | 14     | 0      | –  | –  | –  | –  | –  | 2  |
| 20 | 0   | Charles Pic         | 14     | 0      | –  | –  | –  | –  | –  | 2  |
| 21 | 0   | Giedo van der Garde | 14     | 0      | –  | –  | –  | –  | –  | 2  |
| 22 | 0   | Max Chilton         | 14     | 0      | –  | –  | –  | –  | –  | –  |
| P  | +/− | Kierowca            | Starty | Punkty | P1 | P2 | P3 | PP | NO | NS |

### Konstruktorzy
| P  | +/− | Konstruktor          | Starty | Punkty | P1 | P2 | P3 | PP | NO | NS |
| -- | --- | -------------------- | ------ | ------ | -- | -- | -- | -- | -- | -- |
| 1  | 0   | Red Bull-Renault     | 28     | 402    | 8  | 3  | 4  | 6  | 9  | 3  |
| 2  | 0   | Ferrari              | 28     | 284    | 2  | 5  | 2  | –  | 1  | 3  |
| 3  | 0   | Mercedes             | 28     | 283    | 3  | –  | 4  | 8  | 1  | 1  |
| 4  | 0   | Lotus-Renault        | 28     | 239    | 1  | 6  | 4  | –  | 1  | 4  |
| 5  | 0   | McLaren-Mercedes     | 28     | 81     | –  | –  | –  | –  | 1  | –  |
| 6  | 0   | Force India-Mercedes | 28     | 62     | –  | –  | –  | –  | –  | 7  |
| 7  | +1  | Sauber-Ferrari       | 27     | 31     | –  | –  | –  | –  | 1  | 3  |
| 8  | −1  | Toro Rosso-Ferrari   | 28     | 31     | –  | –  | –  | –  | –  | 8  |
| 9  | 0   | Williams-Renault     | 28     | 1      | –  | –  | –  | –  | –  | 4  |
| 10 | 0   | Marussia-Cosworth    | 28     | 0      | –  | –  | –  | –  | –  | 2  |
| 11 | 0   | Caterham-Renault     | 28     | 0      | –  | –  | –  | –  | –  | 4  |
| P  | +/− | Konstruktor          | Starty | Punkty | P1 | P2 | P3 | PP | NO | NS |